# Campeonato Tocantinense 2011
In 2011 werd het negentiende Campeonato Tocantinense gespeeld voor clubs uit de Braziliaanse staat Tocantins. De competitie werd georganiseerd door de FTF en werd gespeeld van 12 maart tot 4 juni. Gurupi werd kampioen.

## Eerste toernooi
| Plaats | Club           | Wed. | W | G | V | Saldo | Ptn. |
| ------ | -------------- | ---- | - | - | - | ----- | ---- |
| 1.     | Guaraí         | 7    | 4 | 1 | 2 | 19:9  | 13   |
| 2.     | Gurupi         | 7    | 4 | 0 | 3 | 13:11 | 12   |
| 3.     | Palmas         | 7    | 4 | 0 | 3 | 12:12 | 12   |
| 4.     | Interporto     | 7    | 3 | 3 | 1 | 13:9  | 12   |
| 5.     | Tocantinópolis | 7    | 3 | 2 | 2 | 11:8  | 11   |
| 6.     | Paraíso        | 7    | 2 | 3 | 2 | 8:8   | 9    |
| 7.     | Araguaína      | 7    | 2 | 2 | 3 | 7:7   | 8    |
| 8.     | São José       | 7    | 0 | 1 | 6 | 4:23  | 1    |

|  | Gekwalificeerd voor tweede toernooi |
|  | Degradatie                          |

## Tweede toernooi
| Plaats | Club       | Wed. | W | G | V | Saldo | Ptn. |
| ------ | ---------- | ---- | - | - | - | ----- | ---- |
| 1.     | Gurupi     | 6    | 5 | 1 | 0 | 14:4  | 16   |
| 2.     | Interporto | 6    | 3 | 1 | 2 | 9:8   | 10   |
| 3.     | Guaraí     | 6    | 2 | 1 | 3 | 6:6   | 7    |
| 4.     | Palmas     | 6    | 0 | 1 | 5 | 4:15  | 1    |

|  | Gekwalificeerd voor finale |

## Finale
|             |            |       |        |  |
| 28 mei Heen | Interporto | 1 – 2 | Gurupi |  |
| 28 mei Heen |            |       |        |  |

|              |        |       |            |  |
| 4 juni Terug | Gurupi | 0 – 1 | Interporto |  |
| 4 juni Terug |        |       |            |  |

### Kampioen
| Campeonato Tocantinense de 2011 |
| Tocantins                       |
| ------------------------------- |
| GURUPI Kampioen (4° titel)      |